# Otto Harjula
Otto Harjula   (Vammala, 26 de juny de 1985) és un pilot de trial finlandès. L'any 2000 va guanyar el Campionat d'Europa de trial juvenil en la categoria de 50 cc, l'única temporada en què es va disputar, amb Beta. Des d'aleshores s'ha dedicat principalment a córrer el Campionat de Finlàndia de trial.